# Calcutta Rescue
Calcutta Rescue ist eine Nichtregierungsorganisation, die ihren Sitz in Kalkutta, Indien hat. Sie führt dort und im ländlichen Westbengalen Hilfsprojekte für Unterprivilegierte durch. Gegründet wurde die Organisation 1979 durch den britischen Arzt Jack Preger. Die Hilfe umfasst sowohl kostenlose medizinische Versorgung, als auch Schulen und Berufsausbildung.

## Geschichte
Der britische Gründer Jack Preger folgte als junger Arzt 1972 einem öffentlichen Hilfeaufruf und arbeitet einige Jahre in Bangladesch. Als er 1977 den Kinderhandel nach Europa zu Adoptionszwecken aufdeckt, kam es zu einem politischen Skandal. Preger wurde infolgedessen des Landes verwiesen und ging nach Kalkutta. Hier kümmerte er sich um die Flüchtlinge aus Bangladesch und die Ärmsten der Armen. Trotz vieler Schwierigkeiten und Rückschläge wurde Calcutta Rescue ins Leben gerufen und 1991 offiziell als gemeinnützige Organisation in Indien anerkannt.

## Philosophie
Die Organisation hilft nach eigenen Angaben den Ärmsten der Armen gleich welchen Geschlechts, Hautfarbe, Religion, Alters, politischer Einstellung oder sozialen Status.

## Projekte
In den drei Kliniken Talapark, Nimtala und Chitpur werden Patienten mit Infektionskrankheiten wie Tuberkulose und Lepra, chronischen Krankheiten wie Herz-Kreislauferkrankungen und Diabetes mellitus, aber auch Wunden ambulant behandelt. Zusätzlich erhalten die Patienten in den Kliniken eine Gesundheitserziehung über Hygiene, Ernährung, Familienplanung, Kinderpflege und den Umgang mit Krankheiten. Eine große zentrale Apotheke steht den Kliniken zur Verfügung.
Zwei mobile Klinikfahrzeuge versorgen auf der Grundlage einer zuverlässigen  Einsatzplanung Bewohner der Slumgebiete im Norden Kalkuttas.
In einem Nähprojekt erlernen Frauen ohne Ausbildung näherische Grundfertigkeiten und den Umgang mit der Nähmaschine. Diese Frauen, meist ehemalige Patientinnen oder Witwen, die eine Familie ernähren müssen, stellen für die Schulen und Kliniken Kleidung her sowie Handarbeiten zum Verkauf in Europa und Indien.
Calcutta Rescue unterhält zwei Förderschulen für Straßen- und Slumkinder. Fast 700 Kinder zwischen 5 und 16 Jahren besuchen den Förderunterricht in Vorbereitung bzw. Ergänzung des regulären Unterrichts in staatlichen Einrichtungen und bekommen so die Chance auf ein besseres Leben. Nach der Alphabetisierung stehen Lesen und Schreiben in Bengali, Hindi und Englisch sowie Rechnen und Sachkunde neben der Gesundheitserziehung auf dem Lehrplan. Das Lernen wird ergänzt in Arbeitsgemeinschaften, etwa für Malen, Tanzen und digitales Arbeiten. Sie erhalten außerdem täglich zwei Mahlzeiten, angemessene  Kleidung und werden regelmäßig medizinisch betreut. Die Förderung erfolgt bis zum Abschluss der Schul- und gegebenenfalls auch Berufsausbildung.

## Volontäre
Neben etwa 160 indischen Arbeitern sind auch immer einige freiwillige Helfer aus der ganzen Welt vor Ort. Apotheker, Krankenschwestern, Physiotherapeuten, Hebammen und Pädagogen verpflichten sich für sechs bis neun Monate, im Projekt zu arbeiten.

## Finanzierung
Die Organisation wird durch Fördergruppen in verschiedenen Ländern und durch Einzelspendern finanziert. In Deutschland wird Calcutta Rescue durch den gemeinnützigen Verein Calcutta Rescue Deutschland e.V. gefördert, dessen Einkünfte sich aus Spendengeldern zusammensetzt. Die Initiatoren und aktiven Mitglieder sind Menschen aller Altersstufen und Berufsgruppen, die meist zuvor als Freiwillige in Kalkutta gearbeitet haben. Die Arbeit bei Calcutta Rescue Deutschland e.V. wird ehrenamtlich geleistet, die entstehenden Kosten werden gesondert finanziert (über Mitgliedsbeiträge oder sachgebundene Spenden). Die Spenden gehen ohne Abzüge, d. h. zu 100 %, nach Indien.

## Film
- Pierre-Antoine Hiroz, Benoît Lange: Doctor Jack – Ein Mann, ein Leben, ein Ziel. Dokumentarfilm, Frankreich/Schweiz 2016, Deutsche Fassung 2018; 84 Minuten.